# Бабович, Сима Соломонович
Симха́ (Сима) Соломо́нович Бабо́вич (Бобо́вич; др.-евр. שמחה בן שלמה בבאװיץ ‬ Симха бен Шеломо Бабович; 1790, Евпатория — 1855, Карасубазар, Таврическая губерния) — евпаторийский 1-й гильдии купец, известный караимский общественный деятель, филантроп и меценат.

## Биография

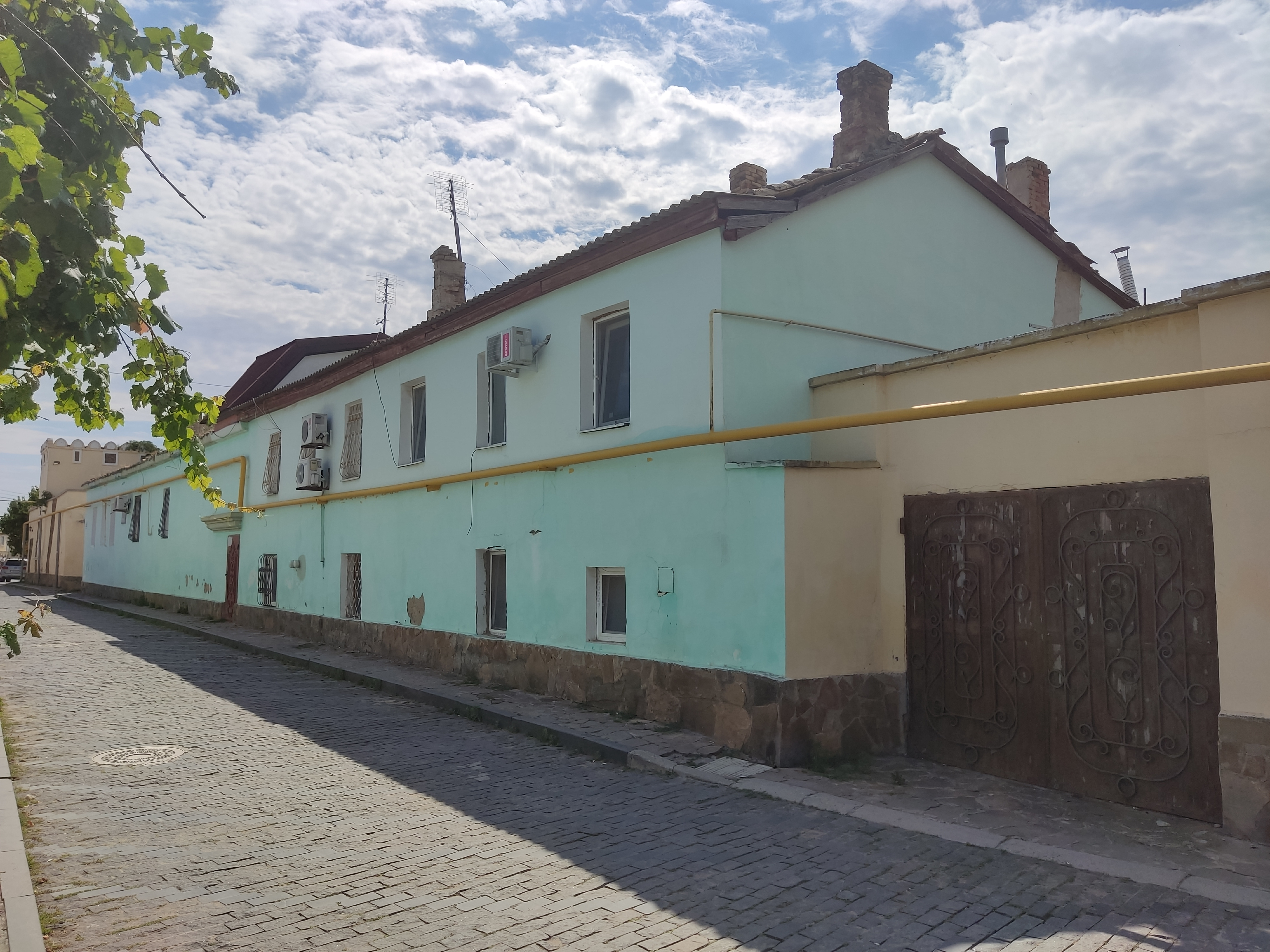
Дом Бабовича в Евпатории

Родился в семье евпаторийского 1-й гильдии купца Соломона (Шолеме) Бабакаевича Чабака-Бобовича (? — 1812), некоторое время бывшего городским головой Евпатории и финансировавшего возведение большой евпаторийской кенассы.
С 1818 по 1827 годы был городским головой Евпатории. Известны воспоминания Хенрика Жевуского о том, как в 1825 году Сима Бобович принимал в Евпатории Адама Мицкевича. В 1827 году вошёл в состав делегации от караимских общин Крыма, которая направлялась в Санкт-Петербург с целью отмены рекрутской повинности для караимов. В результате этой поездки при содействии графа В. П. Кочубея «с изъявлением Высочайшей Воли ныне благополучно царствующего Государя Императора» было дано распоряжение об освобождении караимов от рекрутского набора.
В 1830 году вместе с женой Биче и сыном Самуилом в сопровождении учителя своих детей Авраама Фирковича и ещё нескольких караимов совершил паломничество в Иерусалим. Перед визитом в 1837 году в Крым императора Николая I и его семьи занимался организацией ремонтных работ в Бахчисарайском дворце, за что «удостоился неоднократно получать лично одобрение и благодарность Государя Императора и всей Императорской фамилии». В 1845 году вновь руководил убранством комнат дворца к приезду великого князя Константина Николаевича. По инициативе Симы Бобовича не ранее апреля 1853 года во дворе евпаторийских кенасс в ознаменование их посещения 1 ноября 1825 года императором Александром I был установлен мраморный памятник, выполненной в стиле позднего ампира, увенчанный бронзовым двуглавым орлом.

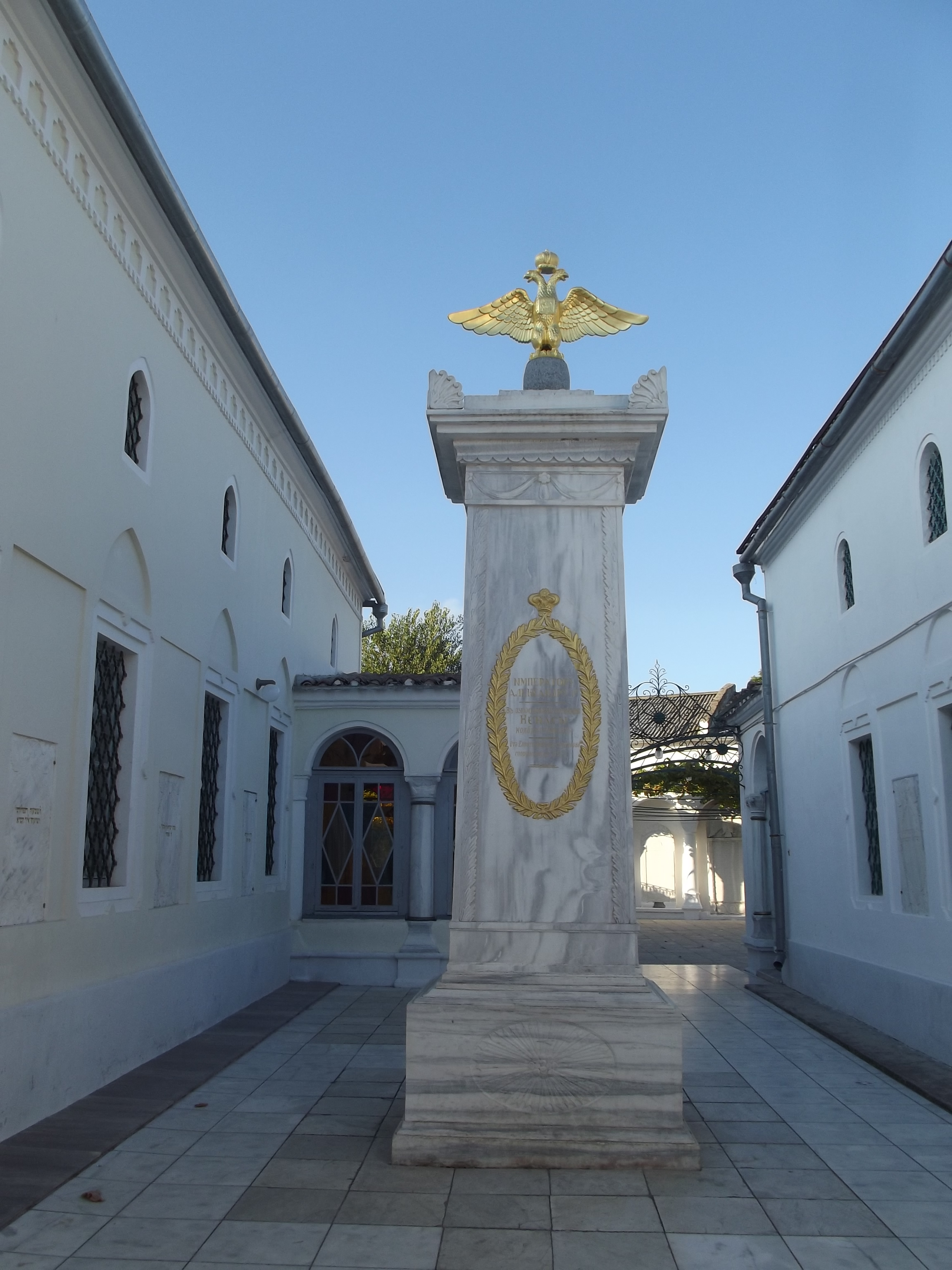
Памятник Александру I во дворе евпаторийских кенасс, установленный по инициативе Симы Бобовича

Разработал «Положение о Таврическом караимском духовенстве», принятое 3 марта 1837 года. 4 апреля 1839 года был утверждён в должности Таврического и Одесского караимского гахама. На этом посту Сима Бобович стремился на законодательном уровне утвердить некоторые привилегии для караимов России и выступал с прошениями об уравнении караимов
в правах с «коренными жителями Российской империи», указывая на существенные различия между караимами и евреями: «между этими народами существует во всех отношениях большая разница <…> мы собственно караимы и вовсе не евреи, ни жидовстующие евреи и ни сектанты евреев — талмудисты или раббинисты».

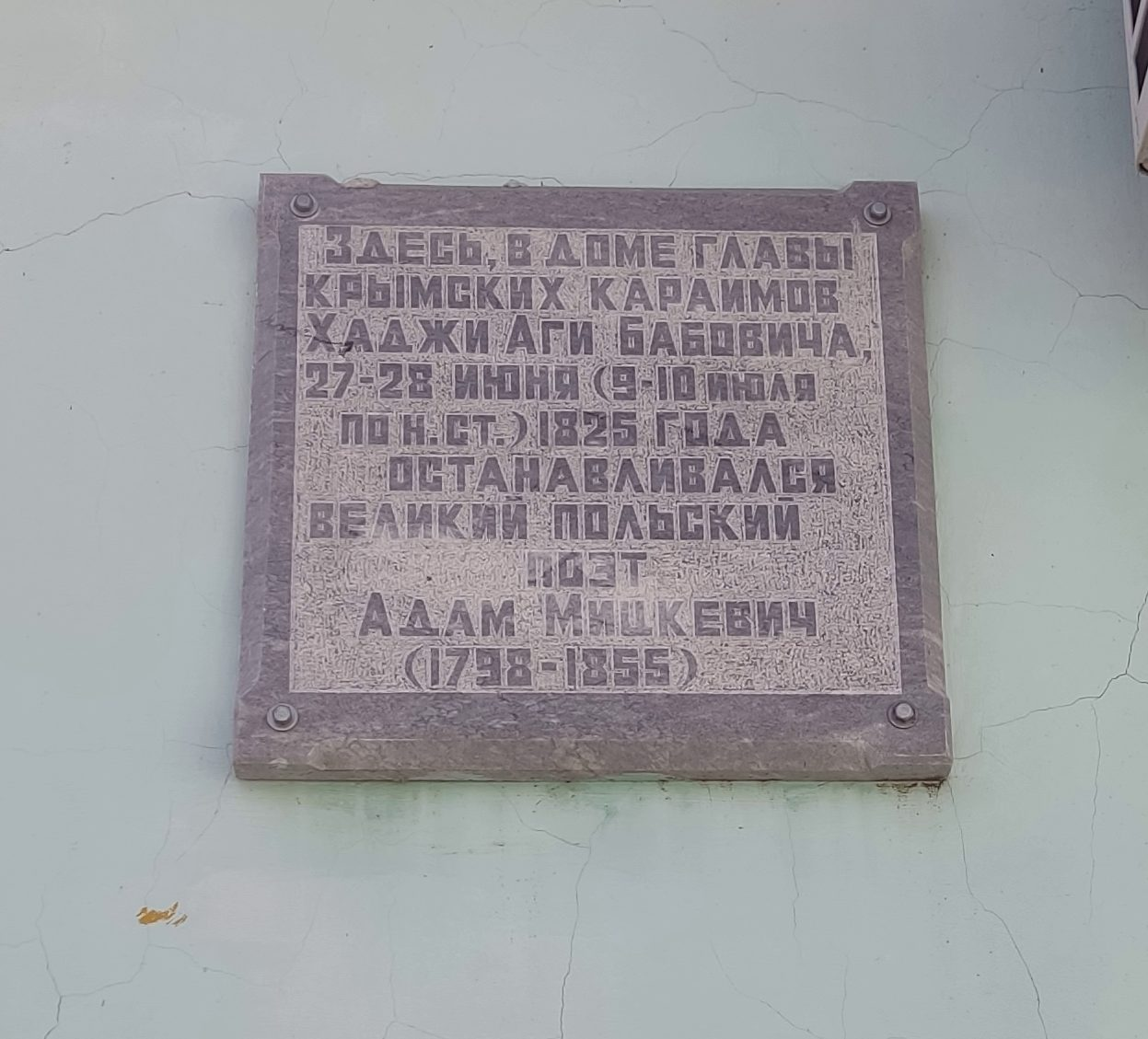
Здесь, в доме главы крымских караимов Хаджи Аги Бабовича, 27—28 июня (9—10 июля по н. ст.) 1825 года останавливался великий польский поэт Адам Мицкевич (1798—1855)

31 января 1839 года к Симе Бобовичу в соответствии с просьбой Одесского общества истории и древностей и последовавшим за этим распоряжением Новороссийского и Бессарабского генерал-губернатора князя М. С. Воронцова обратился таврический губернатор М. М. Муромцов с вопросами, касающимися в том числе древности проживания караимов в Крыму. Духовное правление и подведомственное ему духовенство оказались не в силах дать ответы, в результате чего Бобович обратился к Аврааму Фирковичу заняться поиском древних рукописей и документов, проливающих свет на историю караимов. 17 сентября 1839 года Сима Бобович рапортовал таврическому губернатору о начале археографической экспедиции.
Во время Крымской войны отдал свой дом в Карасубазаре под нужды раненых воинов; неоднократно оказывал пожертвования русским войскам, проходившим через его имение в деревне Курулу Евпаторийского уезда. Умер в ночь на 10 таммуза 5615 года «от сотворения мира» (1855 год н. э.) и похоронен рядом с сыном Нетанэлем в тот же день на границе собственного имения «Ган Яфе» близ Карасубазара.
Симе Бобовичу принадлежит заслуга выдвижения ряда видных караимских просветителей: Иосифа-Соломона и Авраама Луцких, Мордехая Султанского, Давида Кокизова, Исаака Синани и Авраама Фирковича. Вместе со своим братом Бабакаем считался одним из самых крупных землевладельцев. В их распоряжении находилось в общем до 70 тысяч гектаров земли в Днепровском, Евпаторийском и Мелитопольском уездах Таврической губернии.

## Завещание
Ещё при жизни Симой Бабовичем караимским общинам были пожертвованы доходы от сада «Дегирмен-Бахча» и водяной мельницы при нём, находящихся в его имении «Ган-Яфе». В 1918 году доход с урожая и мельницы составил более 10 тысяч рублей. После смерти Симы Бабовича из оставшегося после него имущества его родными были сделаны следующие пожертвования: 
Евпаторийской кенасе в вечное владение в качестве неприкосновенного фонда жертвуется жалованная покойному Правительством деревня „Кырк-Кулач“ Евпаторийского у., и благоприобретённое имение „Донузлав-Кипчак“ с 500 десятин земли, кроме сего той же кенасе — тысяча рублей. Означенная сумма будет находиться у сына покойного — Шалома, который должен ежегодно вносить проценты с него, в размере 60 рублей, габбаю общины с тем, чтобы половина этой суммы была роздана беднякам, а половина была внесена в кассу общины. Однако, если общине понадобятся деньги для какого-либо неотложного дела, община может получить всю означенную сумму в тысячу р., выдав расписку с обозначением цели пожертвования. <...> Кроме сего, ещё тысяча рублей распределяется между общинами следующим образом: Евпаторийской общине — 200 р., Бахчисарайской и Джуфт-Кальской — 100 р., Севастопольской — 50 р., Феодосийской — 40 р., Карасубазарской — 25 р., Армянской — 20 р., Херсонской — 35 р., Николаевской — 35 р., Одесской — 35 р., Константинопольской — 35 р., Ерусалимской — 30 р., Симферопольской — 25 р., Бердянской — 10 р., Мелитопольской — 10 р., Елисаветградской — 15 р., Кременчугской — 10 р., Никопольской — 10 р., Бериславской — 10 р., Карасубазарской крымчацкой общине — 20 р., трём газзанам и двум шаммашам Бахчисарайской и Джуфт-Кальской Кенасы 45 р., Луцкой общине — 20 р., общинам, ближайшим к Луцкой — 50 р.

## Семья
Первая жена — Биче Аароновна Панпулова (? — 1850), сестра евпаторийского городского головы Моисея Панпулова и тётка третьего Таврического и Одесского гахама Самуила Панпулова. Их общие дети:
- Нетанэль Симович Бобович, умер в юном возрасте и похоронен на границе имения Бобовичей «Ган-Яфе»[17],
- Самуил Симович Бобович, в 1830 году вместе с отцом и матерью посетил Иерусалим в качестве паломника[10];
- Анна Симовна Бобович (ок. 1818—1879, Евпатория), была замужем за евпаторийским 2-й гильдии купцом, потомственным почётным гражданином Шолемой (Соломоном) Ильичом Туршу[23];
- Эммануил Симович Бобович (1826 — ?), в 1842 году, по достижении 16-летнего возраста, приехал с отцом в Санкт-Петербург, чтобы предстать перед императором Николаем I по его же просьбе, озвученной во время пребывания царской семьи в Чуфут-Кале[8];
- Шалом Симович Бобович (1830 — 1898, Симферополь), евпаторийский купец, состоял в одном капитале с отцом и дядей Бабакаем Бабовичем. В 1864 году открыл собственный торг, в 1869 году получил звание потомственного почётного гражданина[24][25];
- Эстер Симовна Бобович, жена евпаторийского 3-й гильдии купца Самойло Саускана[23];
- Бубюш Симовна Бобович, жена евпаторийского 3-й гильдии купца Самойло Гелеловича[23];
- Тотеш Симовна Бобович, жена Исаака Шайтана. В 1851 году на её средства в виноградном дворике евпаторийских кенасс был сооружён ритуальный фонтан для омовения рук перед молитвой[26].

Вторая жена (с 1851 года) — Назлы Бераховна Яшиш, родила Симе двух дочерей:
- Биче Симовна Бобович (1851—1912), мать городского головы Евпатории Семёна Дувана и театрального актёра Исаака Дувана-Торцова[27],
- Тотеш Симовна Бобович (1855—1932), жена Самуила Шаббетаевича Чуюна[28].

Генеалогическое древо семьи Бабовичей впервые опубликовано С. М. Шапшалом в 1934 году в журнале «Myśl Karaimska».

## Награды
- Золотая медаль с надписью «За усердие» для ношения на шее на Александровской ленте (1843)[29]

## Память
Во дворе ожидания молитвы евпаторийских кенасс помещена мемориальная мраморная плита с текстом заслуг Симы Бобовича (на древнееврейском языке). По обе стороны южного входа в портик малой кенасы в 1819 году установлены две мраморные колонны, на которых написано: «Столбы, что вокруг двора и состоящие из шести мраморных столбов, посвятили приятные братья, желанные Симха и Нагаму. Они же сыновья вождя Шеломо. Да будет покой его во славу между стоящими. По малому летоисчислению 579» (перевод на русский Р. Я. Кальфы).